# Mimudea flavicilialis
Mimudea flavicilialis là một loài bướm đêm trong họ Crambidae.